# Schacontia themis
Schacontia themis is een vlinder uit de familie van de grasmotten (Crambidae), uit de onderfamilie van de Glaphyriinae. De wetenschappelijke naam van deze soort is voor het eerst gepubliceerd in 2013 door Maria Alma Solis en Paul Z. Goldstein.
De soort komt voor in de Dominicaanse Republiek.